# Señíu
Señíu (Senyiu en catalán ribagorzano, Senyil en aragonés) es una localidad española perteneciente al municipio de Montanuy, en la Ribagorza, provincia de Huesca, Aragón. Se encuentra en el valle del Baliera. Tuvo importancia en época medieval.